# Homejnisahr megye

Iszfahán tartomány megyéinek elhelyezkedése

Homejnisahr megye (perzsául: شهرستان خمینشهر) Irán Iszfahán tartományának egyik középső fekvésű megyéje az ország középső részén. Északon Sáhinsahr és Mejme, keleten Iszfahán, délen Falávardzsán, nyugatról Nadzsafábád megyék határolják. Székhelye a 218 000 lakosú Homejnisahr városa. Második legnagyobb városa a 47 000 fős lakosságú Dorcse Piaz. A megye lakossága 311 629 fő, területe 138,4 km². A megye egy további kerületre oszlik: Központi kerület.

## Fordítás
- Ez a szócikk részben vagy egészben  a   Khomeyni Shahr County című angol Wikipédia-szócikk ezen változatának fordításán alapul.  Az eredeti cikk szerkesztőit annak laptörténete sorolja fel. Ez a jelzés csupán a megfogalmazás eredetét és a szerzői jogokat jelzi, nem szolgál a cikkben szereplő információk forrásmegjelöléseként.